# Timothy Behrens
Pour les articles homonymes, voir Behrens.
Timothy Behrens, dit Tim Behrens, né en 1937 à Londres et mort le 8 février 2017 à La Corogne, est un peintre britannique.

## Biographie
Timothy Behrens a fréquenté la Colony Room.
Timothy Behrens a posé en 1962 pour le tableau de Lucian Freud Red-Haired Man on a Chair et en 1963 pour Michael Andrews, qui a réalisé un portrait de lui. Ce tableau est exposé au musée Thyssen-Bornemisza.